# La città senza legge (programma televisivo)
La città senza legge (Edge of Alaska) è un programma televisivo reality statunitense del 2014, che è andato in onda dal 24 ottobre 2014 al 26 novembre 2017 su Discovery Channel negli Stati Uniti. In Italia, è andato in onda su DMAX. Ogni stagione ha 4 episodi. Lo show segue i residenti di McCarthy, Alaska.

## Trama
La tradizione si scontra con gli abitanti dell'isolata cittadina di McCarthy, in Alaska. Le 42 anime che sono abbastanza coraggiose da vivere lì devono combattere gli elementi e tra loro per mantenere il loro stile di vita da pioneri.

## Conduttore
Neil Darish è il creatore e conduttore del programma, residente a McCarthy. Ha anche fatto interviste sulla sua città e sulla creazione del programma.
Nell'intervista su YouTube, Darish ha detto:
La parte difficile è trovare persone che hanno una grande personalità e che siano disposte a dare tutto ai produttori, in modo che possano farlo funzionare.
Ti dirò come sarà; Ti dirò come funziona; perché non è un segreto. ... Innanzitutto è teatro, e non lo rende una bugia o giusto o sbagliato; è solo un modo di creare una storia; ed è una storia, lo sai, e non è scritta per gli abitanti dell'Alaska; sono scritti per le persone che verranno coinvolte nel dramma.
C'erano tante persone che hanno voluto essere nel programma, molte altre che non volevano.
Ho dei carissimi amici per i quali mi sento sinceramente in colpa... sono davvero risentiti per il fatto che abbiamo fatto il programma.»
Darish ha detto che il programma era una cosa chiamata "scena sceneggiata": i produttori decidono sulla storia particolare da interpretare, dove una scena sarà ambientata, e cosa accadrà nella scena. Sicuramente i produttori non decidono quali parole usare.

## Episodi
| Stagione         | Episodi | Prima TV USA |
| ---------------- | ------- | ------------ |
| Prima stagione   | 8       | 2014         |
| Seconda stagione | 8       | 2015         |
| Terza stagione   | 8       | 2016         |
| Quarta stagione  | 8       | 2017         |

### Stagione 1 (2014)
| n° | Titolo originale    | Titolo italiano             | Prima TV USA     |
| -- | ------------------- | --------------------------- | ---------------- |
| 1  | Winter's Grip       | Il freddo inverno           | 24 ottobre 2014  |
| 2  | Last Days of Winter | Gli ultimi giorni d'inverno | 31 ottobre 2014  |
| 3  | The Thaw            | Il disgelo                  | 7 novembre 2014  |
| 4  | The Road            | La strada                   | 14 novembre 2014 |
| 5  | Bear Attack         | Attacco dell'orso           | 21 novembre 2014 |
| 6  | The Motherlode      | Oro                         | 28 novembre 2014 |
| 7  | McCarthy Rising     | La rinascita di McCarthy    | 5 dicembre 2014  |
| 8  | The Last Stand      | La fine                     | 12 dicembre 2014 |

### Stagione 2 (2015)
| n° | Titolo originale          | Titolo italiano         | Prima TV USA      |
| -- | ------------------------- | ----------------------- | ----------------- |
| 1  | Wolves at the Door        | I lupi alle porte       | 14 agosto 2015    |
| 2  | Starvation Country        | Zone gelate             | 21 agosto 2015    |
| 3  | Defend the Frontier       | Difendiamo la frontiera | 28 agosto 2015    |
| 4  | Dying Days of Winter      | Il piano                | 4 settembre 2015  |
| 5  | The Breakup               | Punto di rottura        | 11 settembre 2015 |
| 6  | Return to the Mother Lode | Il ritorno              | 18 settembre 2015 |
| 7  | The End of the Frontier   | La fine della frontiera | 25 settembre 2015 |
| 8  | Brave New McCarthy        | Ai confini dell'Alaska  | 2 ottobre 2015    |

### Stagione 3 (2016)
| n° | Titolo originale            | Titolo italiano                | Prima TV USA     |
| -- | --------------------------- | ------------------------------ | ---------------- |
| 1  | Fight for McCarthy          | Lotta per McCarthy             | 23 ottobre 2016  |
| 2  | Devil's Bargain             |                                | 30 ottobre 2016  |
| 3  | The Stranger                | Lo stranierio                  | 6 novembre 2016  |
| 4  | Thaw and Order              | Disgelo                        | 13 novembre 2016 |
| 5  | The Cave In                 | Caccia all'orso                | 20 novembre 2016 |
| 6  | Deadwood Forest             | Nella foresta                  | 27 novembre 2016 |
| 7  | The Old Man on the Mountain | Il vecchio uomo della montagna | 11 dicembre 2016 |
| 8  | No Surrender                | Senza arrendersi               | 18 dicembre 2016 |

### Stagione 4 (2017)
| n° | Titolo originale    | Titolo italiano      | Prima TV USA     |
| -- | ------------------- | -------------------- | ---------------- |
| 1  | Frost and Found     | Congelati            | 8 ottobre 2017   |
| 2  | Crossing Thin Ice   | Ghiaccio sottile     | 15 ottobre 2017  |
| 3  | Uprooted            | Sradicati            | 22 ottobre 2017  |
| 4  | Big Bad Wolf        | Il lupo              | 29 ottobre 2017  |
| 5  | Deal With the Devil | Patto col diavolo    | 5 novembre 2017  |
| 6  | Spring Fever        | La Primavera         | 12 novembre 2017 |
| 7  | Barnstorm           | Progetto rischioso   | 19 novembre 2017 |
| 8  | Winds of Change     | Vento di cambiamento | 26 novembre 2017 |

## Controversie
Anchorage Daily News ha detto in seguito a delle controversie: "Un nuovo reality show di Discovery Channel ambientato a McCarthy sta attirando l'attenzione per il trattamento pesante nei confronti dell'oscuro passato della vecchia città mineraria in rinascita e della presunta reputazione di fuorilegge."